# Helheim

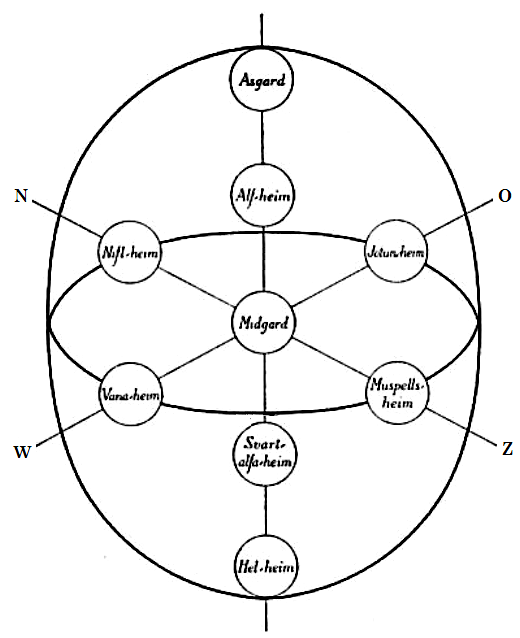
De 9 werelden uit de Noordse mythologie

Helheim of Helgard is in de Noordse mythologie de onderwereld waar de dochter van de god Loki, Hel, verblijf houdt. In de Proza-Edda van Snorri Sturluson wordt het beschreven als een ruimte gevuld met de huiverende schaduw-spooksels van degenen die glansloos gestorven zijn aan ziekte of ouderdom. Helheim is ook de plaats voor oneervolle eedbrekers. Het is erg koud in deze laagste sfeer van het universum. Het is gelegen onderaan Yggdrasils derde wortel, nabij Hvergelmir en Náströnd. Er is geen zekerheid of Helheim en Niflheim erg verschillende plaatsen zijn, of het ene deel is van het andere, en of beide verschillende namen voor eenzelfde ruimte of toestand zijn.

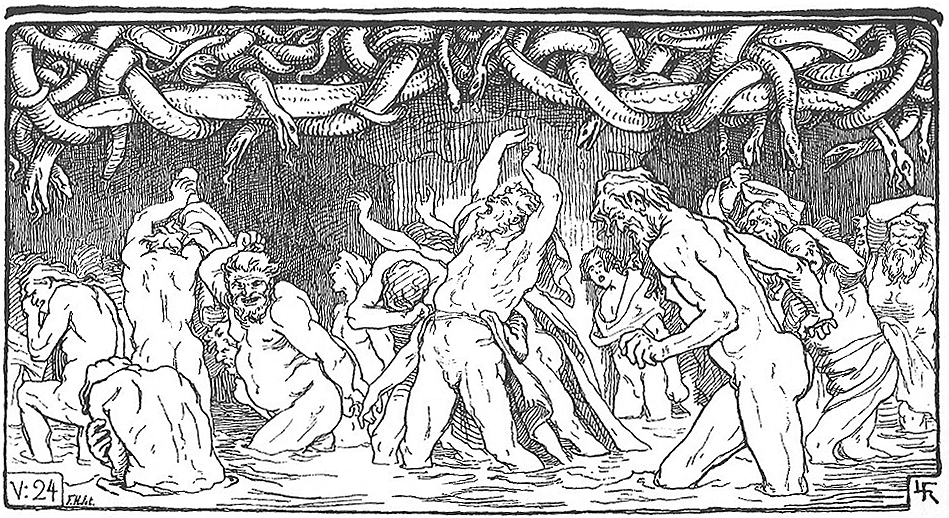
Náströnd

Men zegt dat Helheim een zaal of hal is met een dak ineengeweven met slangenwervels waaruit gif neerdruppelt op degenen die in rivieren van bloed onderaan waden. Zij die in deze hallen verdwaald zijn krijgen niets dan geitenurine om hun dorst te lessen. De poorten liggen naar het schijnt in het zuiden, weggekeerd van Asgard dat noordwaarts zou gelegen zijn.
De zaal wordt omgeven door een rivier Gjöll, koud als vrieswater met erin rondstromende mensen.
Deze rivier ontspringt in de bron Hvergelmir en omringt Helheim volledig. Zij toont gelijkenis met de Grieks-Romeinse Styx.
De enige manier om de rivier over te steken is langs een gouden brug die bewaakt wordt door een schaduwmaagd, de reuzin Móðguðr, en Garmr (vergelijk Kerberos), een monsterlijke hellehond die mee de wacht houdt. Zij verhinderen niemand de toegang, wel de terugkeer. Indien enig levend persoon een voet op de brug zou zetten, dan rinkelt en galmt zij alsof er duizend man overheen stapt, maar de doden raken erover zonder een kik.
De reus Hræsvelgr (Lijkeneter) zit aan de rand van de wereld erboven. Hij neemt weleens de vorm aan van een arend die met zijn vleugels klapwiekend de ijswind vanuit het dodenrijk voortbrengt.
De draak Níðhöggr voedt zich in de diepte met de lijken van gestorven eedbrekers, die eerst door wolven zijn verscheurd.
Alfheim · Asgaard · Helheim · Jotunheim · Midgaard · Muspelheim · Nidavellir/Svartalfheim · Niflheim · Vanaheim